# Bågminut
En bågminut är ett vinkelmått, som motsvarar 1/60 av en grad. Den delas i sin tur upp i 60 bågsekunder. Eftersom en grad är 1/360 av en cirkel, är en bågminut 1/21600 av densamma eller π/10800 radianer ≈ 0,29 milliradian. Bågminuten används i tillämpningar där små vinklar förekommer, exempelvis inom astronomin. 
Inom navigation handlar det om vinklar i förhållande till stjärnhimmeln eller till jordens centrum. En vinkelskillnad på en bågminut var tidigare definitionen på ett avstånd på en distansminut, som idag är definierad som exakt 1 852 meter det vill säga 1 nautisk mil.
Bågminuter anges med ett primtecken (′) i vinklar eller vid angivelse av geografiska koordinater, tillsammans med gradtecknet (°) och sekundtecknet (″).